# Дельман, Владимир Исаакович
Владимир Исаакович Дельман (26 января 1923, Петроград — 28 августа 1994, Болонья) — советский и итальянский дирижёр. Лауреат премии Франко Аббьяти (1991) .

## Биография
Родился в 26 января 1923 года в Петрограде. Его отец Исаак Григорьевич Дельман в период НЭПа занимался торговой деятельностью, семья жила на Торговой (Союза Печатников) улице, № 29. В начале 1942 года был с консерваторией эвакуирован из блокадного Ленинграда в Ташкент.
В 1945 году окончил Ленинградскую консерваторию по классам фортепиано и симфонического дирижирования. С 1950 года работал в Москве, преподавал в ГИТИСе на факультете музыкального театра, в 1954—1960 годах — дирижёр и концертмейстер Музыкального театра имени Станиславского и Немировича-Данченко. В 1972—1974 годах — дирижёр Камерного музыкального театра, под его руководством прошёл первый спектакль театра (опера Родиона Щедрина «Не только любовь») и возрождение на советской сцене оперы Дмитрия Шостаковича «Нос». Эпизодически выступал как музыкальный критик (в том числе под псевдонимом Владимир Долин).
В 1974 году эмигрировал из СССР и поселился в Италии. В 1980—1983 годах главный дирижёр Театро Коммунале в Болонье. В 1993 году основал Миланский симфонический оркестр. В Италии пользовался репутацией непревзойдённого интерпретатора музыки П. И. Чайковского, записал все его симфонии, дирижировал оперой «Евгений Онегин». Последняя запись Дельмана, Девятая симфония Антона Брукнера, была сделана в апреле 1994 года. Ремастеринг концертной записи Девятой симфонии Малера 1991 года вышел в 2024 году.
Умер 28 августа 1994 года от рака. Похоронен в Болонье на городском кладбище Чертоза (еврейское кладбище).